# Нидер-Ольм
Нидер-Ольм (нем. Nieder-Olm) — город в Германии, в земле Рейнланд-Пфальц.
Входит в состав района Майнц-Бинген. Подчиняется управлению Нидер-Ольм. Население составляет 9058 человек (на 31 декабря 2010 года). Занимает площадь 11,23 км². Официальный код — 07 3 39 042.

## Города-побратимы
- Ресе-сюр-Урс